# Vrangendael
Vrangendael is een stadswijk van Sittard, gemeente Sittard-Geleen, in de Nederlandse provincie Limburg. Het is een naoorlogse woonwijk gelegen in het oosten van de stad met circa 1960 inwoners (in 2014).

## Ligging
Vrangendael is gelegen aan de oostelijke rand van de stad en wordt begrensd door de Broeksittarderweg in het noorden, de Bachstraat in het oosten, de Lahrstraat in het zuiden en de President Kennedysingel in het westen. Ten noorden van de wijk bevinden zich de wijk Stadbroek en de oude dorpskern Broeksittard. In het oosten bevindt zich de buurten Kempehof en Lahrhof, die onder de wijk Kemperkoul vallen. Verder grenst de wijk in het zuiden aan het buitengebied rond de Kollenberg en in het westen aan het centrum.

## Geschiedenis
Het gebied waar de wijk is gelegen was tot in de jaren 50 van de 20e eeuw een open agrarisch gebied buiten de stad, dat voorheen verdeeld was over de gemeenten Sittard en Broeksittard. Vanaf 1960 werden hier de eerste woningen gebouwd en in 1962 werd hier een eerste noodkerk in gebruik genomen, die een jaar later vervangen zou worden door een definitief kerkgebouw, de parochiekerk Christus' Hemelvaart. Door de aanleg van de wijk is de oude, voorheen afzonderlijk gelegen dorpskern van Broeksittard vastgebouwd aan de rest van de stedelijke bebouwing van Sittard. Tot de jaren 1980 bleef Vrangendael gelegen aan de oostelijke stadsrand, tot de komst van de nieuwbouwprojecten Kempehof en Lahrof.

## Kenmerken
Vrangendael wordt gekenmerkt door een groot aantal portiekflats uit de jaren 1960 in het zuidelijk deel van de wijk. Verder bevinden zich er voornamelijk twee-onder-een-kapwoningen. Er is nagenoeg geen historisch bebouwing te vinden.

## Voorzieningen
De wijk kent vanwege de nabijheid van de binnenstad slechts een klein aantal voorzieningen, waaronder de parochiekerk, een openbare basisschool en een buurthuis. Midden in de wijk, tegenover de kerk, bevond zich een winkelcentrum. Mede door de opening van een nieuw winkelcentrum verderop, in de wijk Kemperkoul, is dit complex leeggelopen en heeft het jarenlang leeggestaan. Uiteindelijk is het in 2011 gesloopt.
In het zuiden van Vrangendael bevindt zich de grootste begraafplaats van Sittard, de Begraafplaats Vrangendael, waar zich ook een Joodse begraafplaats bevindt.
De wijk is per openbaar vervoer goed bereikbaar met doordeweeks vier bussen per uur richting het station.